# Халявино
Халявино (укр. Халявине) — промежуточная железнодорожная станция 5-го класса Киевской дирекции Юго-Западной железной дороги на линии Чернигов—Новобелицкая, расположенная между сёлами Равнополье и Рябцы (Черниговская область, Украина). Название станции связано с селом Халявин, расположенным восточнее.

## История
Станция была открыта в 1930 году в составе новой ж/д линии Чернигов—Новобелицкая. На станции осуществлялись продажа билетов на поезда местного следования без багажных операций, приём и выдача грузов повагонными отправками открытого хранения на местах общего пользования.

## Общие сведения
Станция представлена одной боковой и одной островной платформами. Имеет 4 пути. Есть здание вокзала. 

## Пассажирское сообщение
Ежедневно станция принимает две пары пригородных поездов сообщения Чернигов—Горностаевка.